# C'è qualcuno che ride
C'è qualcuno che ride è una delle più famose e controverse novelle di Luigi Pirandello. Fu pubblicata nelle Novelle per un anno.

## Trama
Durante una strana festa, che somiglia quasi ad un funerale pur non essendolo, si sente una voce che ride. La tensione, insieme al clima lugubre, che si percepisce è data dal fatto che alcune persone sono nascoste non si sa dove a discutere qualcosa di segreto, a prendere una "grave decisione". La folla, scandalizzata si volta a cercare l'autore della risata e questa viene identificata in una ragazza bionda che corre. Poco dopo si scopre che non è solo la ragazza che sta ridendo, ma anche due uomini che corrono con lei, ovvero il padre e il fratello. La folla inizia ad inseguirli e li raggiunge in una stanza vicina. I tre capiscono solo allora l'ira della gente e scappano dopo l'enorme risata inquietante del resto della folla, temendo che siano tutti quanti impazziti.

## Interpretazione
L'opera ha spesso suggerito "una non equivoca ferocissima satira di un'adunata fascista" (A. Leone de Castris). Questo perché la riunione così seria è chiaramente l'allegoria della società, dove tutti interpretano una maschera. All'interno del gruppo sociale è poi presente un gruppo elitario di persone che tengono il potere effettivo, escludendo la massa. Questo gruppo di persone, al contrario dei partecipanti, conosce il vero motivo della riunione. Qualcuno ha voluto vedere in tutto questo una critica al regime fascista e alle sue adunate. C’è una relativa probabilità che questo elemento sia presente nel testo, anche se bisogna rendersi conto che lo scopo di Pirandello è quello di analizzare l'intera società e che il regime fascista rappresenta solamente un campione significativo della stessa.

### Dalla risata semplice a quella sarcastica
Il tema della novella è la risata. Essa è dichiarata sin dal titolo che è frastico, in quanto è ripreso da un'espressione di un personaggio ignoto della novella, e tematico insieme. Nella novella si succedono però due tipi di sorriso: quello ingenuo e naturale della famiglia che viene dalla campagna e quello invece ironico e sarcastico della folla di invitati. Il primo può essere considerato spontaneo e quasi inconsapevole, il secondo nasce invece da un consapevole senso di superiorità. Il primo esprime la naturalezza, il secondo invece la violenza con cui la civiltà castiga chi si sottrae alle regole delle sue convenzioni sociali, qui presentate come mascherature.

## Edizioni
- Luigi Pirandello, Novelle per un anno, Prefazione di Corrado Alvaro, Mondadori 1956-1987, 2 volumi. 0001690-7
- Luigi Pirandello, Novelle per un anno, a cura di Mario Costanzo, Prefazione di Giovanni Macchia, I Meridiani, 2 volumi, Arnoldo Mondadori, Milano 1987 EAN: 9788804211921
- Luigi Pirandello, Tutte le novelle, a cura di Lucio Lugnani, Classici Moderni BUR, Milano 2007, 3 volumi.
- Luigi Pirandello, Novelle per un anno, a cura di S. Campailla, Newton Compton, Grandi tascabili economici.I mammut, Roma 2011 Isbn 9788854136601
- Luigi Pirandello, Novelle per un anno, a cura di Pietro Gibellini, Giunti, Firenze 1994, voll. 3.